# Дедка европейский
Дедка европейский, или когтедедка европейский, или дедка хвостатый, или когтедедка вильчатый, (лат. Onychogomphus forcipatus) — вид разнокрылых стрекоз из семейства дедок (Gomphidae).

## Описание

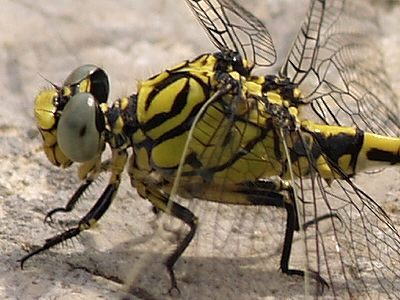

Размах крыльев до 65—75 мм. Длина 46—50 мм, брюшко 31—37 мм, заднее крыло 25—30 мм. Глаза зелёного цвета. Основная окраска всего тела тёмно-коричневая и чёрная. Спереди голова с жёлтым пятном. На груди проходят жёлтые изогнутые полоски. Грудь желтоватого или коричневатого цвета. Брюшко чёрное, с жёлтыми пятнами. Ноги короткие, задние бедра в вытянутом состоянии достигают только основания брюшка; чёрного цвета, в основании буроватые. У самцов анальные придатки длиннее Х сегмента брюшка, образуют трёхзубые клещи. У самок край затылка лишён выростов, а задняя сторона головы за глазами тёмная. От дедки желтоногого отличается отсутствием жёлтой окраски на ногах.

## Ареал
Европейско-средиземноморский вид, распространённый на восток до Урала.
На Украине вид зарегистрирован в Западном Полесье, Прикарпатье, Карпатах, в Закарпатской низменности и Черновицкой области. Личинки указаны с Днепра и его водохранилищ. Сейчас вид очень редкий на территории страны.

## Биология
Время лёта: начало июня — август. Предпочитает различные типы проточных водоёмов, часто с каменистым дном, а также чистые озёра с подводными течениями и гравийным дном. Яйца откладываются самками непосредственно в воду. Развитие личинок длится 3—4 года.